# Aciltransferasa
Una aciltransferasa es una enzima que cataliza la transferencia del grupo funcional acilo. Como su nombre indica, las aciltransferasas pertenecen al grupo de las transferasas.

## Clasificación
Según el código internacional de nomenclatura de enzimas, las aciltransferasas se denominarían EC 2.3.
Dentro de ellas se consideran dos grupos:
- EC 2.3.1 = Aciltransferasas que transfieren grupos acilo que no son aminoacilo.
- EC 2.3.2 = Aminoaciltransferasas.